# پیوتر میازگا
پیوتر میازگا (لهستانی: Piotr Miazga؛ زادهٔ ۲۴ دسامبر ۱۹۷۶) بازیگر اهل لهستان است.
از فیلم‌ها یا مجموعه‌های تلویزیونی که وی در آن‌ها نقش داشته است، می‌توان به خبرچینان، مرا ترک مکن، پیمان ورشو، گوش آقای رئیس، عملیات سنبل، جهان به روایت خانواده کیپسکی، قانون حقیقی، بلفر، سیاره مجرد، رنگ‌های خوشبختی، عشق اول، هتل ۵۲، پدر متیو، در خوشی و سختی، در خیابان سپولنی، ع چون عشق و طایفه اشاره نمود.